# Rongxi, Guangxi
Rongxi (kinesiska: 容西乡, 容西) är en socken i Kina. Den ligger i den autonoma regionen Guangxi, i den södra delen av landet, omkring 220 kilometer öster om regionhuvudstaden Nanning. Antalet invånare är 13635. Befolkningen består av 6 664 kvinnor och 6 971 män. Barn under 15 år utgör 27,0 %, vuxna 15-64 år 62 %, och äldre över 65 år 9,0 %.
Genomsnittlig årsnederbörd är 2 399 millimeter. Den regnigaste månaden är maj, med i genomsnitt 397 mm nederbörd, och den torraste är oktober, med 40 mm nederbörd.